# 韵尾
韵尾（syllable coda）是跟在做韵腹的元音后面的辅音或者元音，和前面的元音以及元音前面的辅音组成一个音节，和做韻頭與韻腹的元音一起组成韵母。韵尾辅音一般是声母辅音的真子集。
普通话中的韵母“ㄦ”可以做韵尾，在拼音中写作r，如“花儿”拼作huar。
也有许多语言没有韵尾，如斯瓦西里语和夏威夷语，以及汉语辰溪、城步、耒阳等地方言。
汉语方言裏常见的韵尾有：-u -i -m、-n、-ŋ、-p、-t、-k、-ʔ等。
| 阴声韵 | 零韵尾 元音韵尾 | -∅, /-i/ /-u/       |
| 阳声韵 | 鼻音韵尾        | /-m/ /-n/ /-ŋ/      |
| 入声韵 | 塞音韵尾        | /-p̚/ /-t̚/ /-k̚/ /-ʔ/ |

以日语音系为例，韵尾只可能是一个与后面的辅音部位相同的鼻音，或是出现在词中的叠音。而在英语中，复辅音也可以做韵尾，除/h/外所有单辅音都可以做韵尾。
an: 韻尾 /n/
cup: 韻尾 /p/
tall: 韻尾 /l/
milk: 韻尾 /lk/
tints: 韻尾 /nts/
fifths: 韻尾 /fθs/
sixths: 韻尾 /ksθs/
twelfths：韵尾 /lfθs/
strengths：韵尾 /ŋ(g)θs/
组成复辅音韵尾的辅音，响度一般递减，这就是所谓固有音响。因而英语声母和韵尾复辅音的种类不同，strengths中的声母/str/复辅音不会做韵尾。也有少数复辅音，如stardust中/st/即可做声母也可做韵尾。其他一些语言中，固有音响的限制要更加严格。

#### 开音节与闭音节
形如V、CV、CCV等没有韵尾的音节(V=元音，C=辅音)被称作开音节，带韵尾的形如VC、CVC、CVCC等的音节则被称为闭音节。注意此概念与元音的开闭无关，而以音节结尾的音素类型有关。几乎所有语言都有开音节，少数语言没有闭音节。
一般而言，不位于词尾的音节大都是闭音节，起码在音值上少见纯元音结尾的，因为C1VC2V结构中的C2会被分析为第二个音节的声母。例如，西班牙语casar“结婚”位于元音间的辅音就被分析到下一个音节(ca-sar)。出现叠音时，音节边界会位于中间，如意大利语panna“奶油”(pan-na)派生自pane“面包”(pa-ne)。

## 延伸閱讀
- Bagemihl, Bruce. . Linguistic Inquiry. 1991, 22: 589–646.
- Clements, George N.; Keyser, Samuel J.. (1983). CV phonology: A generative theory of the syllable. Linguistic inquiry monographs (No. 9). Cambridge, MA: MIT Press. ISBN 0-262-53047-3 (pbk); ISBN 0-262-03098-5 (hb)
- Dell, François; Elmedlaoui, Mohamed. . Journal of African Languages and Linguistics. 1985, 7 (2): 105–130. doi:10.1515/jall.1985.7.2.105.
- Dell, François; Elmedlaoui, Mohamed. . Journal of African Languages and Linguistics. 1988, 10: 1–17. doi:10.1515/jall.1988.10.1.1.
- Ladefoged, Peter.  4th. Fort Worth: Harcourt College Publishers. 2001. ISBN 0-15-507319-2.
- Smyth, Herbert Weir. . American Book Company. 1920  [1 January 2014]. （原始内容存档于2018-01-26） –CCEL.

## 外部連結
- Syllable Dictionary: Look up the # of syllables in a word. Learn to divide into syllables. Hear it pronounced. （页面存档备份，存于）
- Do syllables have internal structure? What is their status in phonology? CUNY Phonology Forum
- Syllable drill. Listen to syllables and select its representation in latin letters （页面存档备份，存于）